# Claude-Emmanuel Dobsen
Claude-Emmanuel Dobsen dit parfois Dobsent, né le 23 décembre 1743 à Noyon (Picardie), et, mort le 22 novembre 1822 à Digne, est un magistrat et révolutionnaire français.
Il est arrêté avec Hébert et Varlet le 24 mai 1793 sur ordre de la commission des Douze (à majorité girondine). Il siège au Tribunal révolutionnaire à partir du 29 octobre 1793. Début août 1793, Fouquier-Tinville avait écrit au ministre de la Justice que Scellier, Coffinhal, Petit d'Hauterive et Dobsent ont prêté serment (5 août 1793). Le ministre « se réjouit du choix de ces citoyens, dont le civisme bien prononcé et les lumières sont de sûrs garants que le tribunal ne perdra rien de la confiance publique ».
Il continue de sièger au Tribunal révolutionnaire jusqu'au 31 mai 1795 où il devient président par intérim après l'arrestation de Dumas.